# 北九州市立富野中学校
北九州市立富野中学校（きたきゅうしゅうしりつ とみのちゅうがっこう）は、福岡県北九州市小倉北区常盤町にある市立中学校。

## 委員会
生徒会

## クラブ活動

### 運動部
- サッカー部
- 野球部
- バスケ部男女
- バレー部男女
- 剣道部男女
- 陸上部

### 文化部
- 美術部
- ボランティア部
- リコーダー部

## 著名な出身者
- 渡辺翔太[1]（東北楽天ゴールデンイーグルスに所属するプロ野球選手）

## 交通
- 西鉄バス北九州大谷池バス停から徒歩1分

## 周辺
- 北九州市立冨野小学校
- 北九州市立桜丘小学校
- 福岡教育大学附属小倉小学校
- 福岡教育大学附属小倉中学校
- 富野市民センター
- 須賀神社
- 富野出入口(下関・門司港方面)